# HiFix
HiFix ist eine Methode der Funknavigation für küstennahe Ortsbestimmungen und Vermessungen. Sie arbeitet ähnlich wie das GEE- bzw. Decca-Verfahren der Mittel- und Langstreckennavigation mit hyperbolischen Standlinien.
Der Name steht für High precision Fixing (Präzisions-Ortsbestimmung) – in Analogie zum Begriff HiFi. HiFix wurde in den 1950er Jahren für Offshore-Projekte in der Nordsee entwickelt, insbesondere für hydrografische Vermessungen und die Erdöl-Exploration. Die Interferenz der Radiowellen (Frequenz um die 2 MHz) wird durch einige in Küstennähe fest oder auch transportabel aufgestellte Sendemasten in Entfernungen von einigen Dutzend bis hundert Kilometern ermöglicht. Die Genauigkeit beträgt einige Meter und kann bei günstiger Geometrie auch auf besser als 1 m gesteigert werden.
In den 1970er und 1980er Jahren wurde HiFix durch funktechnische und -analytische Verfeinerungen verbessert und von der Fa. Sercel zum Präzisionsverfahren Syledis weiterentwickelt, das in Frankreich weite Verbreitung fand. Es ermöglicht auch dann genaue Ortsbestimmungen, wenn die Funkfeuer in etwas größerer Entfernung als der Radiohorizont stehen, was die Reichweite vergrößert und die Installationskosten senkt. Seit den 1990ern haben HiFix und Syledis durch den Aufbau des GPS-Systems an Bedeutung verloren.